# Exame médico
Na área da saúde o termo exame físico compreende a segunda parte do método clínico. Consiste em avaliar o paciente através da inspeção, palpação, ausculta e percussão, com o auxílio de equipamentos como; estetoscópio, termômetro, esfigmomanômetro, lanterna, lupa, oftalmoscópio, etc (BARROS, Alba Lucia Bottura de.2016).